# チップスター

チップスターは、ヤマザキビスケットが製造・販売する成型ポテトチップスの商品名。

## 概要
1976年に日本初の成型ポテトチップス製品としてヤマザキナビスコから販売開始された。
チップスターの名前は製品開発時にスタッフが「ポテトチップで人気NO. 1のスターになるように」という願いを込めて呼んでいた仮称が、そのまま商品名になったのが由来である。
円筒型パッケージの採用も日本の菓子業界では初の事例であり、2018年にはグッドデザイン・ロングライフデザイン賞を受賞している。このパッケージは、以前は類似商品であるプリングルスと同様に、プラスチック製の蓋、およびスチール製の底面を使用した物であったが、1992年に「地球にやさしいチップスター」をテーマとしてリサイクルパッケージに変更し、外側の円筒型パッケージについては全て紙製となった。ただし、ポテトチップス自体はアルミ蒸着フィルムの袋に入っており、円筒型パッケージ内にそのままポテトチップスが入っているプリングルスとは状況が異なる。
ヤマザキナビスコはモンデリーズ・インターナショナルとのライセンス契約終了に伴い、2016年にヤマザキビスケットに社名変更となったが、チップスターは継続してヤマザキビスケットから製造販売された。

## 市場シェア
日本のポテトチップス市場全体でみるとシェアの7割をカルビーが占めているが、成型ポテトチップスに限定した場合、チップスターとプリングルズ（日本ケロッグ）による寡占状態が長らく続いている（2018年時点）。